# Корте-де-Кортези-кон-Чиньоне
Корте-де-Кортези-кон-Чиньоне (итал. Corte de' Cortesi con Cignone) — коммуна в Италии, располагается в регионе Ломбардия, в провинции Кремона.
Население составляет 1076 человек (2008 г.), плотность населения составляет 83 чел./км². Занимает площадь 12 км². Почтовый индекс — 26020. Телефонный код — 0372.

## Демография
Динамика населения:

## Администрация коммуны
- Официальный сайт: